# Alcalde de Filadelfia
El alcalde de Filadelfia es el jefe ejecutivo del gobierno de Filadelfia, Pensilvania, según lo estipulado por la Carta de la Ciudad de Filadelfia. El actual alcalde de Filadelfia es Cherelle Parker.
El primer alcalde de Filadelfia, Humphrey Morrey, fue nombrado por el fundador de la ciudad William Penn. Edward Shippen fue nombrado por Penn como primer alcalde en virtud de la Carta de 1701, luego fue elegido para un segundo mandato por el Consejo de la Ciudad.